# 보울렌게로크로미스 미크로렙피스
보울렌게로크로미스 미크로렙피스(학명: Boulengerochromis microlepis) 또는 마이크로레피스(또는 미크로레피스)는 세계에서 제일 큰 시클리드이며, 몸길이 90cm~1m이다. 보울렌게로크로미스족(Boulengerochromini)과 보울렌게로크로미스속(Boulengerochromi)의 유일종이다. 탕가니카호의 고유종으로 현지어로는 "쿠피","쿠헤이"라는 이름으로 부른다. 마우스브리더이며 번식을 하면 치어들을 입에 넣고 천적을 피해 이사를 다닌다.